# Clandon Barrow

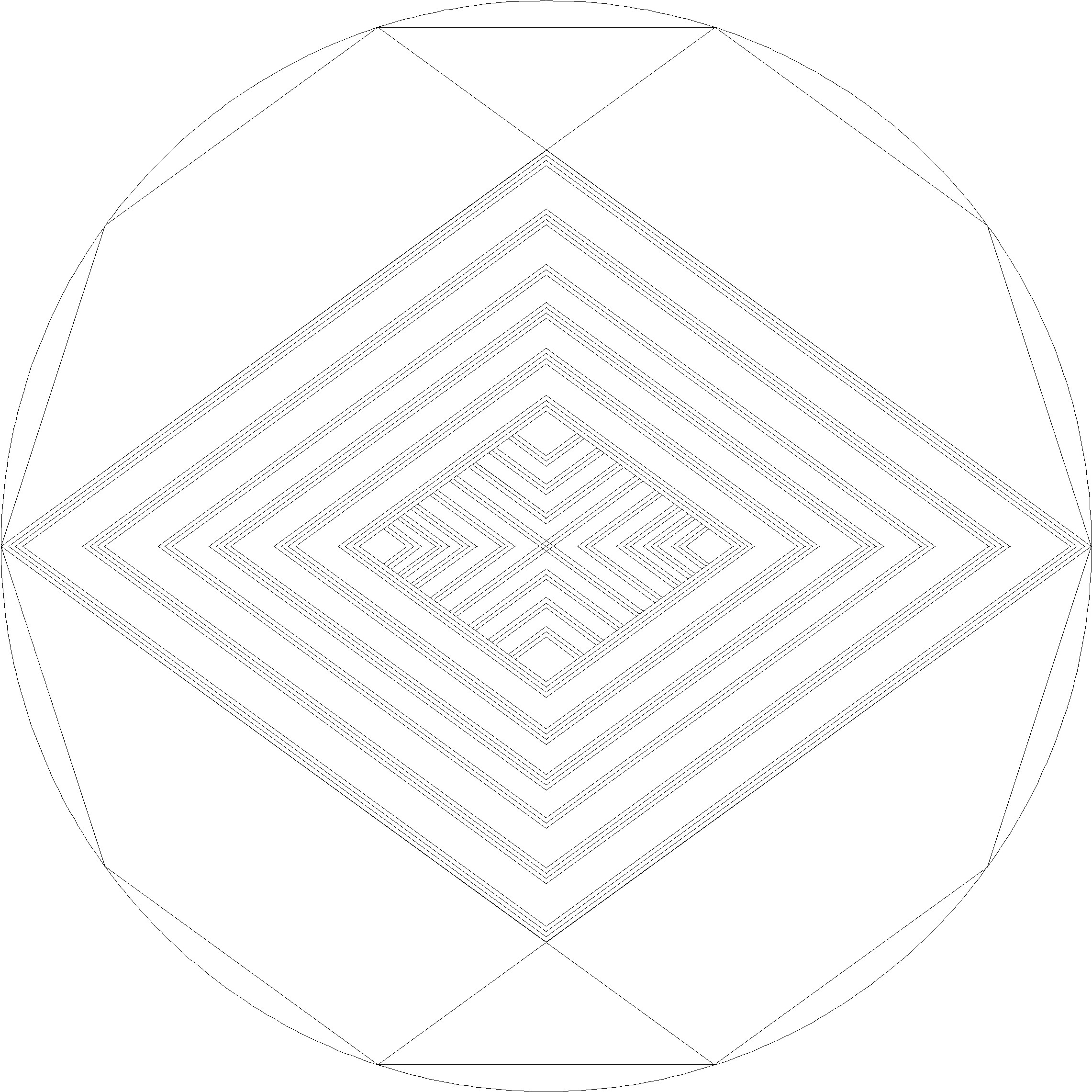
Ontwerp van de Clandon Lozenge

De Clandon Barrow is een grote grafheuvel uit de bronstijd. De grafheuvel ligt bij Winterborne St. Martin en is gelegen op dezelfde heuvelrug als Maiden Castle. 
De grafheuvel werd onderzocht door Edward Cunnington in 1882. Er werden objecten van goud aangetroffen, waaronder de Clandon Lozenge. De lozenge is samen met de lozenge uit Bush Barrow onderzocht.